# Lista de histórias de Kurt Busiek em Superman e Action Comics
A seguir se apresenta a lista de histórias de Kurt Busiek em Superman e Action Comics. Entre 2006 e 2008, após o evento Crise Infinita, Busiek produziria ao lado do escritor Geoff Johns uma série de histórias para - ao mesmo tempo em que davam prosseguimento à história de Superman, caracterizando-o como alguém que já atuava como super-herói há mais de uma década - incluir referências inéditas aos primeiros anos de sua vida, reincorporando ao cânone elementos da mitologia do personagem que haviam sido eliminados por outros escritores anteriormente.
Na revista Superman, Busiek trabalhou ocasionalmente em parceria com o escritor argentino Fabian Nicieza, e considera-se que A Queda de Camelot foi a sua principal trama. Com arte de Carlos Pacheco e Jesus Merino, a história foi marcada por uma publicação irregular, e os atrasos na na sua conclusão geraram questionamentos acerca da relação de continuidade entre o trabalho de Busiek e Johns, ficando estabelecido que os eventos das histórias de Busiek na revista se situam durante os eventos narrados na história O Último Filho, de Johns, que também sofreu significativos atrasos para ser concluída.
Busiek e Johns colaboraram inicialmente em Up, Up and Away!, um arco de história escrito em conjunto e publicado em 2006 nas duas revistas protagonizadas pelo personagem. Após essa primeira história, Busiek ficaria responsável apenas pelos roteiros da revista Superman, enquanto Johns cuidaria de Action Comics, inicialmente tendo o cineasta Richard Donner como co-autor. Em mais de uma oportunidade Busiek ou Fabian Nicieza substituiriam Johns, produzindo tramas "fill-ins" para Action Comics, incluindo Back in Action, publicada em 2006, e 3-2-1 Action, uma trama fill-in publicada em 2007 na revista, e a única trama produzida por Busiek a se situar após O Último Filho.

## Histórico

### Produção e primeiras publicações

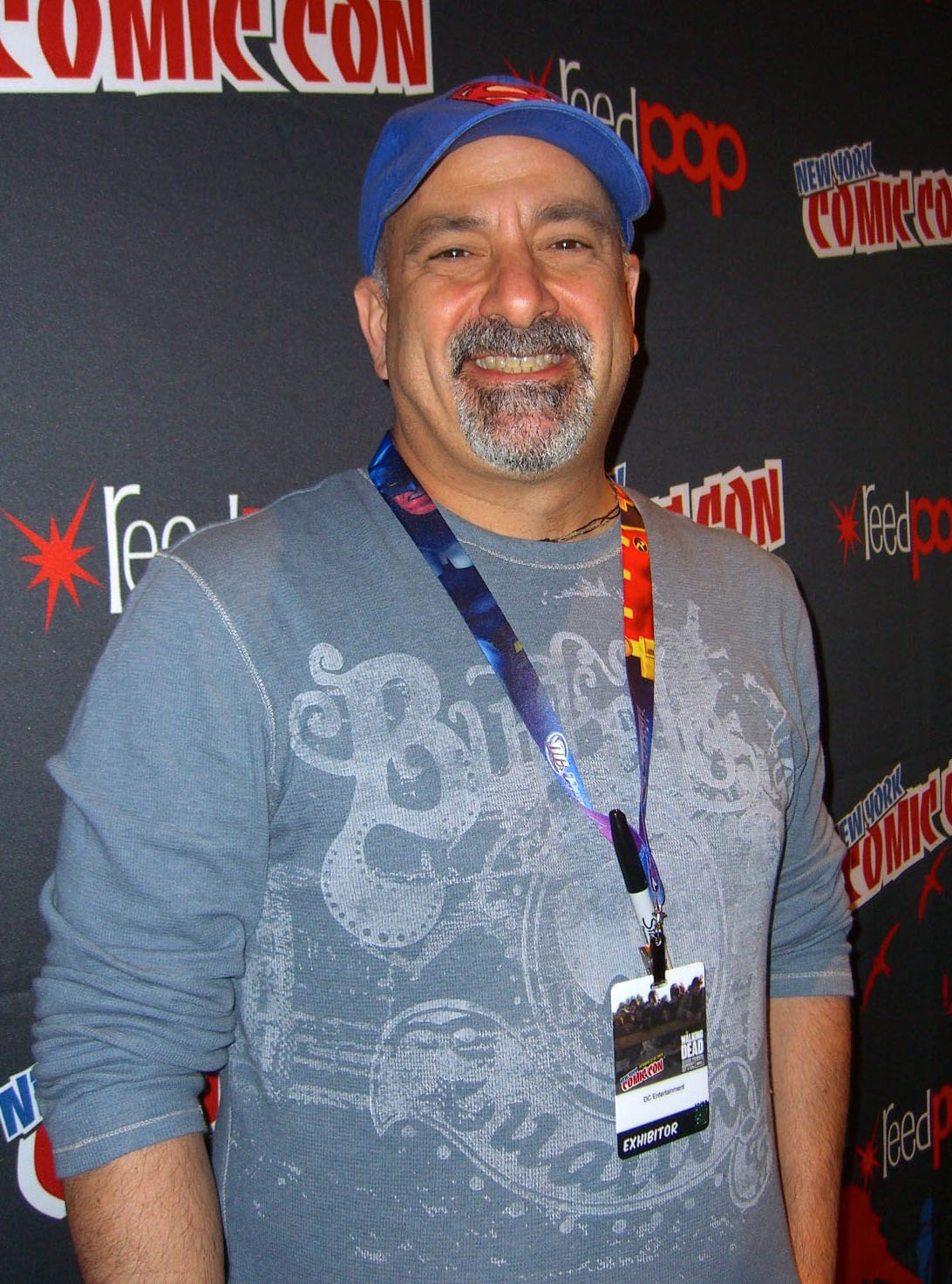
Dan DiDio, o editor-chefe da DC Comics. DiDio entendia à época de que Superman não precisava de inúmeras revistas e, cancelando Superman, manteve apenas duas revistas para o personagem: a antiga Adventures of Superman, cujo título foi reduzido para Superman, e Action Comics.

Em novembro de 2005 o editor-chefe da DC Comics, Dan DiDio, já havia anunciado que uma das três revistas de Superman seria cancelada após a conclusão de Crise Infinita. A intenção de DiDio era fazer com que a revista Adventures of Superman retomasse o seu título original e voltasse a se chamar apenas Superman. Disse: "Meu conceito é de que Batman e Superman não precisam ter inúmeras séries cada um, porque pode acabar existindo problemas entre elas. Então, cheguei ao ponto de deixar as duas mais antigas de cada um: Action Comics, Superman, Detective Comics e Batman". O cancelamento da revista chegou a ser caracterizado como "o fim de uma era" e "um evidente sinal de mudança", pois representava o fim de uma publicação iniciada pelo escritor John Byrne quando ele havia reformulado o personagem.
Em 2006 Geoff Johns, o responsável por Crise Infinita, foi anunciado como o escritor que assumiria o cargo de roteirista da revista Action Comics. Ao seu lado, inicialmente, estaria Kurt Busiek, que havia assinado um contrato de exclusividade com a editora no final de 2005, e fazer parte da nova equipe criativa responsável pelas histórias de Superman foi uma das razões que o fez aceitar a proposta. Em entrevista, Busiek declarou acreditar que "as coisas estão realmente estourando na DC, e há uma ênfase bem-vinda não só em fazer histórias que chamem a atenção, mas tornar claro que há algo importante e valoroso nas revistas que deixe o leitor fisgado por um longo período".
É a partir de Up, Up and Away! que foi apresentado aos leitores como Superman se integraria ao Universo DC após a conclusão de Crise Infinita. De acordo com a história A Queda de Camelot, publicada a partir de Superman #654, após a conclusão de Up, Up and Away!, Clark Kent já atuava como super-herói há mais de doze anos.
Busiek e Johns tinham por objetivo, em sua tramas, dar continuidade à história de Superman, mas ao mesmo tempo incluir referências inéditas aos primeiros anos de sua vida. Todo esse trabalho culminaria, em 2009, na produção de Superman: Secret Origin, uma minissérie em seis partes produzida com o intuito de contar a "história definitiva" dos primeiros anos de Superman, incorporando elementos não apenas da mitologia construída desde que John Byrne reformulara o personagem em 1986, mas também das histórias produzidas antes disso.
Além de A Queda de Camelot, Busiek seria o responsável pela produção de Back in Action, elaborada como uma continuação imediata à Up, Up and Away!. Ele havia se voluntariado para produzir a trama, com o objetivo de suprir o vácuo de três meses até o início da nova trama escrita por Johns e Richard Donner para Action Comics. Ao invés de elaborar uma trama "filler", Busiek buscou, ao lado do escritor Fabian Nicieza, apresentar uma trama que desse continuidade aos temas apresentados anteriormente em Up, Up and Away! e apresentasse alguns dos temas que seriam abordados nas histórias futuras.

### A Queda de Camelot, atrasos e Chris Kent
Em uma entrevista realizada após a publicação de Back in Action, Busiek detalharia seus planos para as próximas histórias em Superman. Após a conclusão da primeira metade de A Queda de Camelot, haveria uma pausa na história para que o artista Carlos Pacheco pudesse ter uma folga e manter o cronograma para a publicação do restante da trama. Enquanto isso, Busiek planejava três histórias. Destas, duas seriam ao lado de Nicieza: uma detalhando os primeiros dias de Clark Kent em Metropólis e outra abordando os "Monarchs", o time de baseball da cidade. A terceira trama seria uma edição especial mostrando o destino de Krypto, o Super-Cão após Crise Infinita. Após a publicação destas, a segunda metade de A Queda de Camelot seria publicada e Busiek já planejava continuar abordando em seguida na revista os Novos Deuses, os vilões da Intergangue, uma nova versão da personagem "Rainha Inseto", além de mostrar a busca pelo terceiro kryptoniano.
Busiek chegou a elaborar o roteiro para a edição dedicada a Krypto, e após a arte ter sido concluída, a publicação da mesma foi cancelada após a equipe editorial tomar ciência de que elementos da história estavam sub judice, e o que impedia o seu lançamento enquanto não se resolvesse a disputa nos tribunais.
Após o início de Lost Son, Chris Kent apareceria como um dos personagens das histórias publicadas na revista Superman - incluindo The Third Kryptonian - como se Clark e Lois realmente o tivessem adotado, como fora cogitado durante parte da história apresentada em Last Son, mas somente quando a conclusão desta foi publicada viu-se que o garoto acabou voltando para a Zona Fantasma. Da mesma forma, não estava suficiente clara a ordem em que 3-2-1 Action!, uma história de Busiek publicada entre as edições 852 e 854 de Action Comics, se encaixava com outras duas tramas de Johns, Escape from the Bizarro World e Superman and the Legion of Super-Heroes.
Last Son começou a ser publicada em outubro de 2006, após Back in Action. As primeiras três partes foram publicadas nas edições 844, 845 e 846 de Action Comics. A quarta parte só seria publicada em junho de 2007, em Action Comics #851, e a trama somente seria concluída quase dois anos após seu início, em Action Comics Annual #11, publicada em 2008.
A Queda de Camelot seria retomada em abril de 2007, com a publicação de Superman #662. Na edição, Superman usaria a tecnologia deixada pelo Leiloeiro para testar a heroína Poderosa, e descobriria que, embora ela fosse kryptoniana, por vir de outra dimensão, ela não seria a pessoa indicada pelas leituras do Leiloeiro. Superman também observaria que a chegada de Chris ao planeta teria se dado após os eventos envolvendo o Leiloeiro, e que Krypto estaria desaparecido há mais de um ano. Incapaz de encontrar uma resposta, ele cogita pedir ajuda a Batman. Na mesma edição, Superman colabora com a reconstrução do Planeta Diário, que fora atacado por Bizarro.
A "discrepância cronológica" na continuidade, criada pela menção dos eventos de Action Comics na história de Busiek levou o editor Matt Idelson a explicar que a primeira parte de Camelot Falls ocorria antes do início de Last Son e das demais histórias publicadas até a edição 850 de Action Comics e que as história da segunda metade ocorriam de forma quase simultânea.
Idelson esclareceria após a publicação do final de Last Son, em 2008, que a equipe não podia esperar a conclusão da história e impedir que Busiek utilizasse Chris em suas histórias. Até a conclusão de Last Son, já haviam sido publicadas também uma história "tapa-buraco" por Kurt Busiek e Brad Walker para as edições 852, 853 e 854 de Action Comics, protagonizada por Jimmy Olsen, Escape from the Bizarro World, publicada a partir de Action Comics #855 e Superman and the Legion of Super-Heroes, a partir de Action Comics #858.

Originalmente, ele iria continuar [na Terra] após o final de Last Son e partir [de volta para a Zona Fantasma] somente num momento posterior, o que acredito envolveria a trama de Superman and the Legion of Super-Heroes, mas essa história acabaria sendo publicada antes que Last Son pudesse ser concluída. O que quer que Geoff [Johns, autor de Last Son e Superman and the Legion of Super-Heroes] tivesse planejado para o personagem, ele foi impedido de fazer porque ele precisava terminar Last Son antes de seguir utilizando o personagem, e os eventos que poderiam ter sido mostrados, e poderiam influenciar outras histórias, acabariam não acontecendo por causa da bagunça no cronograma.

Questionado a respeito das incongruências, Idelson esclareceria que a única explicação aceitável seria de que entre a página 9 e 10 de Action Comics #846, quando Lois e Clark levam Chris para o Planeta Diário, teriam se passado várias semanas, nas quais aconteceram as histórias de Busiek em que o garoto aparecia. Admitindo que é difícil conciliar todas as histórias, por nem sempre se conseguir respeitar a sequência e o cronograma de publicação originalmente planejado, Idelson colocaria Last Son como a história que aconteceria primeiro, seguida por "Escape from the Bizarro World" e "3-2-1- Action", a história de Busiek publicada em Action Comics, cuja conclusão se daria ao mesmo tempo em que ocorrera "Superman and the Legion of Super-Heroes".
O escritor Kurt Busiek esclareceria que os atrasos teriam sido responsáveis por uma alteração no plano originalmente elaborado pela equipe para o personagem e para as tramas a serem produzidas pelo próprio Busiek e por Johns e Donner. Originalmente, o personagem não iria voltar para a Zona Fantasma no fim de Last Son, mas numa história posterior de Johns. Entretanto, os atrasos fariam com que a conclusão da primeira trama se desse depois das demais histórias de Johns, que não podia continuar utilizando o personagem enquanto não a terminasse.

### O Terceiro Kryptoniano

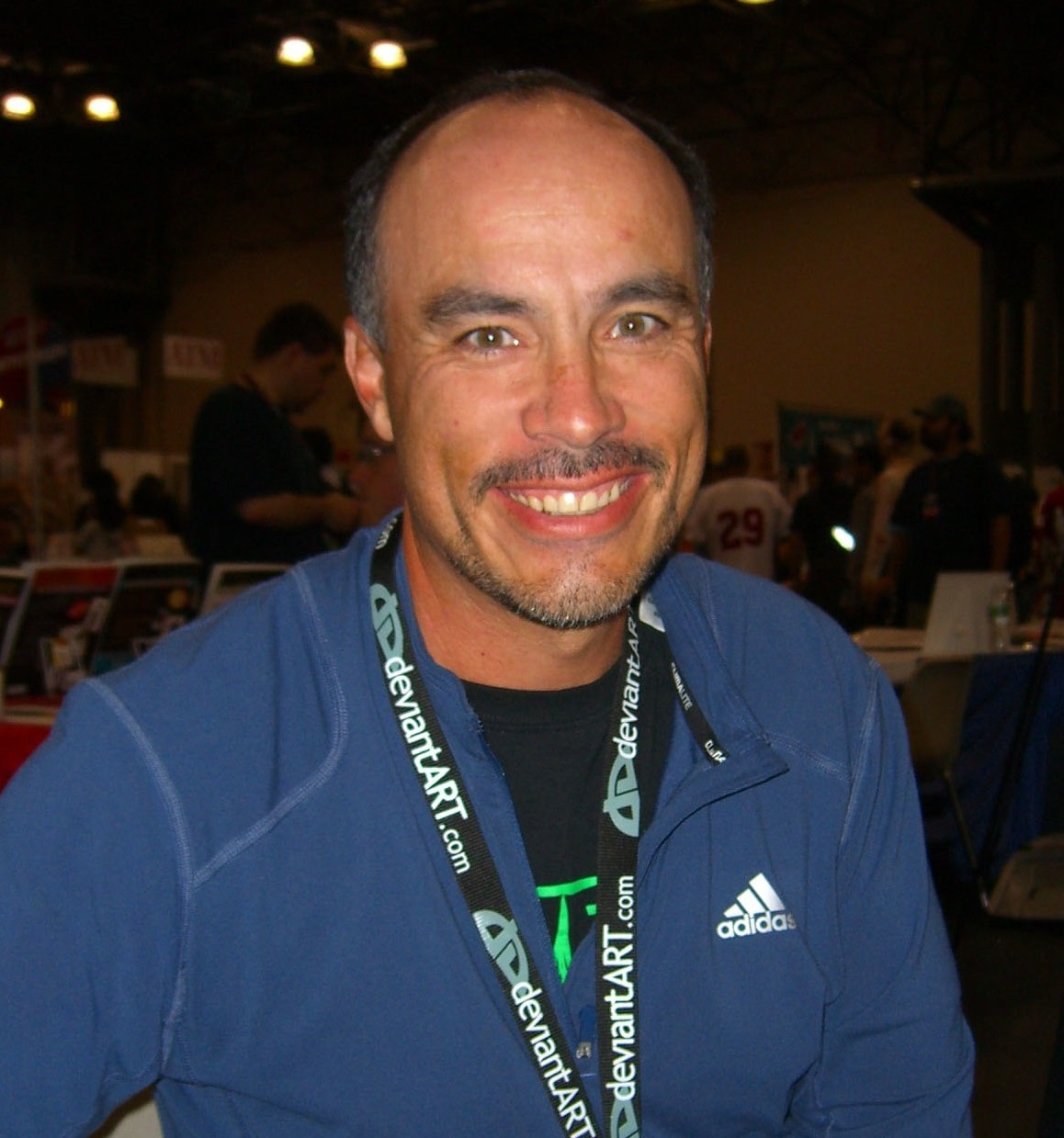
Alex Sinclair foi o responsável pela colorização da trama.

O Terceiro Kryptoniano deu continuidade à uma questão apresentada em Back in Action: haveria um outro kryptoniano no planeta Terra além de Superman e da Supergirl. A história, entretanto, servia um propósito maior, segundo Busiek, ele e Johns já haviam planejado antecipadamente cerca de dois anos de histórias, e "as revelações levam a coisas maiores. Há outros elementos nas histórias que irão retornar. [O Terceiro Kryptoniano] é uma história em três partes que pode ser vista como uma história auto-contida, mas é também a plataforma de lançamento para grandes eventos que estão prestes a ocorrer".
Após a publicação de Superman #662, seria anunciado que a publicação da conclusão de A Queda de Camelot se daria em Superman #668, em outubro de 2007, no mesmo mês em que começaria Superman and the Legion of Super-Heroes, entretanto, o cronograma de publicação foi alterado: a publicação de O Terceiro Kryptoniano foi adiantada um mês, e a conclusão da história anterior movida para uma outra revista. Originalmente as três partes da revista seriam publicadas nas edições 669 e 670 de Superman e em Superman Annual #13, mas a conclusão de A Queda de Camelot acabaria sendo movida para Superman Annual #13, enquanto O Terceiro Kryptoniano seria publicado nas edições 668, 669 e 670 de Superman.
O artista Alex Sinclair ficaria responsável por colorir a história, e estava trabalhando em Superman #670 quando começaram os incêndios florestais na Califórnia em outubro de 2007. Sinclair havia sido designado para colorir Superman #670 e Wonder Woman #14 e embora tenha conseguido concluir a colorização de Superman, só pode fazer cinco páginas de Wonder Woman antes de ser decretada a evacuação da área onde morava. Como já havia avisado a editora sobre a possibilidade de não ser capaz de concluir os serviços, um novo colorista foi designado para concluir o trabalho em Wonder Woman.
O próprio Busiek abordaria a produção da história e as incongruência criadas pela inclusão de Chris Kent numa entrevista publicada em 2008, esclarecendo que não pretendia utilizar o personagem originalmente, mas que, com os atrasos, Geoff Johns se via impedido de utilizar o personagem enquanto não terminasse Last Son, então ele permitiria que Busiek colocasse o personagem nas suas histórias enquanto isso. Entretanto, os atrasos levaram à uma alteração no plano original para o personagem, que iria aparecer em outras histórias de Johns inicialmente. "Eu simplesmente trabalhei com a informação que me foi fornecida à época, e quando tiveram que mudar por causa dos atrasos [com a história de Johns] eu já havia terminado, e Geoff foi o cara que ficou com a dor de cabeça de resolver o problema", disse, sobre as incongruências entre as histórias.

### A Rainha Inseto,Sombras Prolongadase término
Ao final de The Third Kryptonian, a cidade engarrafada de Kandor desaparece. Pouco antes do início da publicação da história, Busiek revelaria em entrevista a trama que a sucederia: A Rainha Inseto, que seria publicada nas edições 671, 672 e 673 de Superman. A trama seria a última trama produzida por Busiek antes de uma segunda história nos moldes de Up, Up and Away!, que seria publicada simultanea e alternadamente em Superman e Action Comics. A ideia era de que com a conclusão dos dois arcos então publicadas nas revistas, A Rainha Inseto e Superman e a Legião dos Super-Heróis, fosse publicada essa nova história.
Após a conclusão de A Rainha Inseto, Renato Guedes foi anunciado como o novo desenhista da revista a partir da edição 674 e Busiek anunciou que deixaria a revista na edição seguinte para se focar num projeto ao lado de Mark Bagley - a série Trindade. Juntos, Busiek e Guedes produziriam uma única trama em duas partes intitulada "Sombras Prolongadas", que também tinha Chris Kent como personagem, e mostra eventos cronologicamente anteriores à conclusão de O Último Filho.

### A "história perdida" de Krypto
Quando a DC Comics divulgou para os lojistas, em março de 2011, quais eram as revistas que pretendia publicar em junho daquele ano, abrindo espaço para encomendas do público, a revista Superman #712 foi anunciada com u conteúdo significativamente diferente daquele que acabaria sendo publicado.

## Lista de edições, por data de publicação
1. Superman #650
2. Action Comics #837
3. Superman #651
4. Action Comics #838
5. Superman #652
6. Action Comics #839
7. Superman #653
8. Action Comics #840
9. Superman #654
10. Action Comics #841
11. Superman #655
12. Action Comics #842
13. Superman #656
14. Action Comics #843
15. Superman #657
16. Superman #658
17. Superman #659
18. Superman #660
19. Superman #661
20. Superman #662
21. Action Comics #850
22. Superman #663
23. Superman #664
24. Superman #665
25. Action Comics #852
26. Superman #666
27. Action Comics #853
28. Superman #667
29. Action Comics #854
30. Superman #668
31. Superman #669
32. Superman #670
33. Superman Annual #13
34. Superman #671
35. Superman #672
36. Superman #673
37. Superman #674
38. Superman #675
39. Superman #712

## Lista de histórias, conforme continuidade
| Publicação                                                                                                  | #   | Ed. | Título | No Brasil | Roteiro | Desenhos | Arte-final |
| --- | --- | --- | ------ | --------- | ------- | -------- | ---------- |
| O editor Matt Idelson e o escritor Kurt Busiek detalharam a relação de continuidade de parte das histórias. |     |     |        |           |         |          |            |
| Up, Up and Away!                                                                                            |     |     |        |           |         |          |            |
| Superman |     |     |        |           |         |          |            |
| 1 | 650 | ASA | ASA    | ASA       | ASA     |          |            |
| Action Comics                                                                                               |     |     |        |           |         |          |            |
| 2 | 837 | ASA | ASA    | ASA       | ASA     |          |            |
| Superman |     |     |        |           |         |          |            |
| 3 | 651 | ASA | ASA    | ASA       | ASA     |          |            |
| Action Comics                                                                                               |     |     |        |           |         |          |            |
| 4 | 838 | ASA | ASA    | ASA       | ASA     |          |            |
| Superman |     |     |        |           |         |          |            |
| 5 | 652 | ASA | ASA    | ASA       | ASA     |          |            |
| Action Comics                                                                                               |     |     |        |           |         |          |            |
| 6 | 839 | ASA | ASA    | ASA       | ASA     |          |            |
| Superman |     |     |        |           |         |          |            |
| 7 | 653 | ASA | ASA    | ASA       | ASA     |          |            |
| Action Comics                                                                                               |     |     |        |           |         |          |            |
| 8 | 840 | ASA | ASA    | ASA       | ASA     |          |            |
| Back in Action                                                                                              |     |     |        |           |         |          |            |
| Action Comics                                                                                               |     |     |        |           |         |          |            |
| 9 | 841 | ASA | ASA    | ASA       | ASA     |          |            |
| 10 | 842 | ASA | ASA    | ASA       | ASA     |          |            |
| 11 | 843 | ASA | ASA    | ASA       | ASA     |          |            |
| A Queda de Camelot                                                                                          |     |     |        |           |         |          |            |
| Superman |     |     |        |           |         |          |            |
| 12 | 654 | ASA | ASA    | ASA       | ASA     |          |            |
| 13 | 655 | ASA | ASA    | ASA       | ASA     |          |            |
| 14 | 656 | ASA | ASA    | ASA       | ASA     |          |            |
| 15 | 657 | ASA | ASA    | ASA       | ASA     |          |            |
| 16 | 658 | ASA | ASA    | ASA       | ASA     |          |            |
| Fim da primeira metade de A Queda de Camelot                                                                |     |     |        |           |         |          |            |
| Action Comics                                                                                               |     |     |        |           |         |          |            |
| 17 | 850 | ASA | ASA    | ASA       | ASA     |          |            |
| Conclusão de A Queda de Camelot                                                                             |     |     |        |           |         |          |            |
| Superman |     |     |        |           |         |          |            |
| 18 | 662 | ASA | ASA    | ASA       | ASA     |          |            |
| 19 | 663 | ASA | ASA    | ASA       | ASA     |          |            |
| 20 | 664 | ASA | ASA    | ASA       | ASA     |          |            |
| 21 | 667 | ASA | ASA    | ASA       | ASA     |          |            |
| Superman Annual                                                                                             |     |     |        |           |         |          |            |
| 22 | 13  | ASA | ASA    | ASA       | ASA     |          |            |
| O Terceiro Kryptoniano e outras histórias com Chris Kent                                                    |     |     |        |           |         |          |            |
| Superman |     |     |        |           |         |          |            |
| 23 | 668 | ASA | ASA    | ASA       | ASA     |          |            |
| 24 | 669 | ASA | ASA    | ASA       | ASA     |          |            |
| 25 | 670 | ASA | ASA    | ASA       | ASA     |          |            |
| 26 | 671 | ASA | ASA    | ASA       | ASA     |          |            |
| 27 | 672 | ASA | ASA    | ASA       | ASA     |          |            |
| 28 | 673 | ASA | ASA    | ASA       | ASA     |          |            |
| 29 | 674 | ASA | ASA    | ASA       | ASA     |          |            |
| 30 | 675 | ASA | ASA    | ASA       | ASA     |          |            |
| 3-2-1 Action, parte da "Contagem Regressiva para a Crise Final"                                             |     |     |        |           |         |          |            |
| Action Comics                                                                                               |     |     |        |           |         |          |            |
| 31 | 852 | ASA | ASA    | ASA       | ASA     |          |            |
| 32 | 853 | ASA | ASA    | ASA       | ASA     |          |            |
| 33 | 854 | ASA | ASA    | ASA       | ASA     |          |            |